# Suture sphéno-frontale
La suture sphéno-frontale (ou suture fronto-sphénoïdale) est la suture crânienne entre le bord frontal de la grande aile du sphénoïde et le bord sphénoïdal de l'os frontal.